# Södermanlands runinskrifter 57
Södermanlands runinskrifter 57 är en försvunnen vikingatida runsten av granit som funnits i Trinkesta, Blacksta socken och Flens kommun. Runstenen beskrevs av Richard Dybeck 1758, men har förkommit någon gång efter det. Enligt uppgift från en ortsbo skall runstenen ha använts vid ett ladubygge under 1800-talets andra hälft. Enligt en annan uppgift skall runstenen ha använts till en ladugård i Blacksta by.

## Inskriften
Translitterering av runraden:
[bali : auk : ufaikʀ : raisþu : st͡ain : at : suarthafþ(a) bruþur : sin]
Normalisering till runsvenska:
Balli ok Ofæigʀ ræisþu stæin at Svarthaufða, broður sinn.
Översättning till nusvenska:
Balle och Ofeg reste stenen efter Svarthövde, sin broder.